# والتر ر. ديفيس
والتر ر. ديفيس (بالإنجليزية: Walter R. Davis)‏ هو شخصية أعمال أمريكي، ولد في 11 يناير 1920، وتوفي في 19 مايو 2008.